# Nosodendron boliviense
Nosodendron boliviense är en skalbaggsart som beskrevs av Jiri Háva 2005. Nosodendron boliviense ingår i släktet Nosodendron och familjen almsavbaggar. Inga underarter finns listade i Catalogue of Life.